# 少年残像
±『少年残像』（しょうねんざんぞう）は、少女漫画家由貴香織里が描いた読み切りの漫画作品。花とゆめSTEP増刊11月15日号に掲載された。
この作品が掲載された当時由貴香織里は花とゆめ本誌で当時の話題作天使禁猟区を連載している最中だったが、長期連載作品を抱えているにもかかわらず非常に質の高い作品として由貴香織里のファンのみならず、幅広い層からのファンを獲得する事に成功した事で知られている。

## ストーリー
物語は、全ロサンゼルスを恐怖に陥れていた連続殺人鬼ブラインドマン、小学校教師エイドリアン・クレイが逮捕されたところから始められ、エイドリアンの回想形式で進められていく。

## 登場人物
- エイドリアン・クレイ…27歳、小学校教師。昼は清廉潔白な小学校教師を務めているが、夜になると少年男娼を抱いては目隠しをした上で殺す連続殺人鬼ブラインドマンとなる。
- ローレンス・ヒル…愛称ロル、年齢14歳。フットボールで両親から期待されていた兄ダラス(後述)を追ってロサンゼルスにやってきた少年男娼。エイドリアンが連続殺人鬼だという確かな証拠を握るが、後にエイドリアンを縛っていたトラウマから解放する。エイドリアンが最後に殺した少年となった。
- ヴィクトリア…愛称ヴィック。養護施設から今の両親に引き取られた孤児。作中では捨て子となっている。エイドリアンの教え子。
- ウォルフィ…エイドリアンが飼っているペットのオオトカゲ。ローレンスはエイドリアンが買ったこのペット用の首輪と迷子札を拾った。エイドリアンが獄中/精神病院に送られた後ヴィクトリアに飼育される。
- ロクサーヌ…エイドリアンの実母。16歳の時に移動遊園地に遊びに行き、そこでピエロに襲われてエイドリアンを産んだ。周囲にはエイドリアンを身寄りの無い甥っ子と説明している。売春婦で、痴話話のもつれから客の男性に刺殺される。エイドリアンを愛せず、まともに目を見て話す事もなかった。
- レイモンド…エイドリアンが殺した少年男娼。
- ダラス…ロサンゼルスの一部で娼婦や男娼を仕切っているボス。麻薬等の動きも支配している。ローレンスの実兄で、ロルを含めた家族からの期待の重さに耐え切れずに逃げ出した。

## 原案
単行本の書き下ろし後書きにはこの話が形になったのは6・7年前で、実際に発表された作品との相違点について、原案の下書きと共に公表されている。相違点については、以下に記述する通り。
- 話は捕まったエイドリアンが弁護士に供述する形で始められる。
- エイドリアンは夫に逃げられた母親に溺愛されて育った。
- 母親のせいで女性とまともな関係を築く事が出来なかった。
- エイドリアンは最後まで母親の手の中で踊らされている。
- ローレンスは、上司から結婚を勧められている女性とエイドリアンを遠ざけるためにエイドリアンの母親に雇われた普通の少年で男娼ではない。
- ローレンスとエイドリアンの仲を危惧した母親は2人を引き裂こうとする。
- ローレンスとエイドリアンが言い争ううちにローレンスはエイドリアンこそ世間を騒がせている連続殺人鬼だと悟り、エイドリアンを突き放すがエイドリアンは持っていたナイフでローレンスを刺殺。
- 裁判でエイドリアンは母親の存在を完全に無視。
- ローレンスが再びエイドリアンの前に姿を見せる前でエイドリアンは白い部屋で苦しみ続ける。

後書きで作者は、映画『ベティブルー』や『シド・アンド・ナンシー』のような悲愴感のある純愛の話を書きたかった、と明言している。

## 書誌情報
少年残像―Boy’s next door-
1998年3月19日、ISBN 4-59-212497-9
2009年11月17日、ISBN 978-4-59-288833-8（文庫本）